# Municipio de Valle
El municipio de Valle (en inglés: Valle Township) es un municipio ubicado en el condado de Jefferson en el estado estadounidense de Misuri. En el año 2010 tenía una población de 15153 habitantes y una densidad poblacional de 66,41 personas por km².

## Geografía
El municipio de Valle se encuentra ubicado en las coordenadas 38°5′32″N 90°34′16″O / 38.09222, -90.57111. Según la Oficina del Censo de los Estados Unidos, el municipio tiene una superficie total de 228.18 km², de la cual 226.66 km² corresponden a tierra firme y (0.67%) 1.52 km² es agua.

## Demografía
Según el censo de 2010, había 15153 personas residiendo en el municipio de Valle. La densidad de población era de 66,41 hab./km². De los 15153 habitantes, el municipio de Valle estaba compuesto por el 96.78% blancos, el 0.97% eran afroamericanos, el 0.33% eran amerindios, el 0.31% eran asiáticos, el 0.01% eran isleños del Pacífico, el 0.31% eran de otras razas y el 1.29% pertenecían a dos o más razas. Del total de la población el 0.79% eran hispanos o latinos de cualquier raza.